# Hafiz Ahmed Paixà
Hafiz Ahmed Paixà (vers 1570-1632) fou gran visir otomà.
Va exercir diversos rangs administratius (musahib o confident reial, doghandji bashi, visir) arribant a kapudan pasha o almirall del febrer del 1608 a febrer del 1609), càrrec en el qual va fracassar (en part per negligència) en l'intent de salvar una vaixells que portaven el tribut egipci que foren saquejats per naus florentines prop de  Rodes. Revocat del càrrec va ser nomenat beglerbeg de Damasc (1609-1615) on va lluitar contra el senyor drus libanès Fakhr al-Din II; fou després beglerbeg de Diyarbekir, i fou enviat a reprimir la revolta del subash (governador) Bekir a Bagdad, però no ho va aconseguir i els safàvides van ocupar la capital iraquiana (hivern del 1623 al 1624).
El febrer de 1625 fou nomenat gran visir. Durant el seu govern fou atacada Bagdad però el setge va fracassar (novembre del 1625 a juliol del 1626) i el desembre del 1626 fou destituït, passant a ser visir segon, però va obtenir la mà d'una filla del sultà Murat IV. El 25 d'octubre de 1631 fou nomenat gran visir per segona vegada, però va morir a mans de tropes revoltades a l'Àsia Menor el 10 de febrer de 1632.